# 恒生113

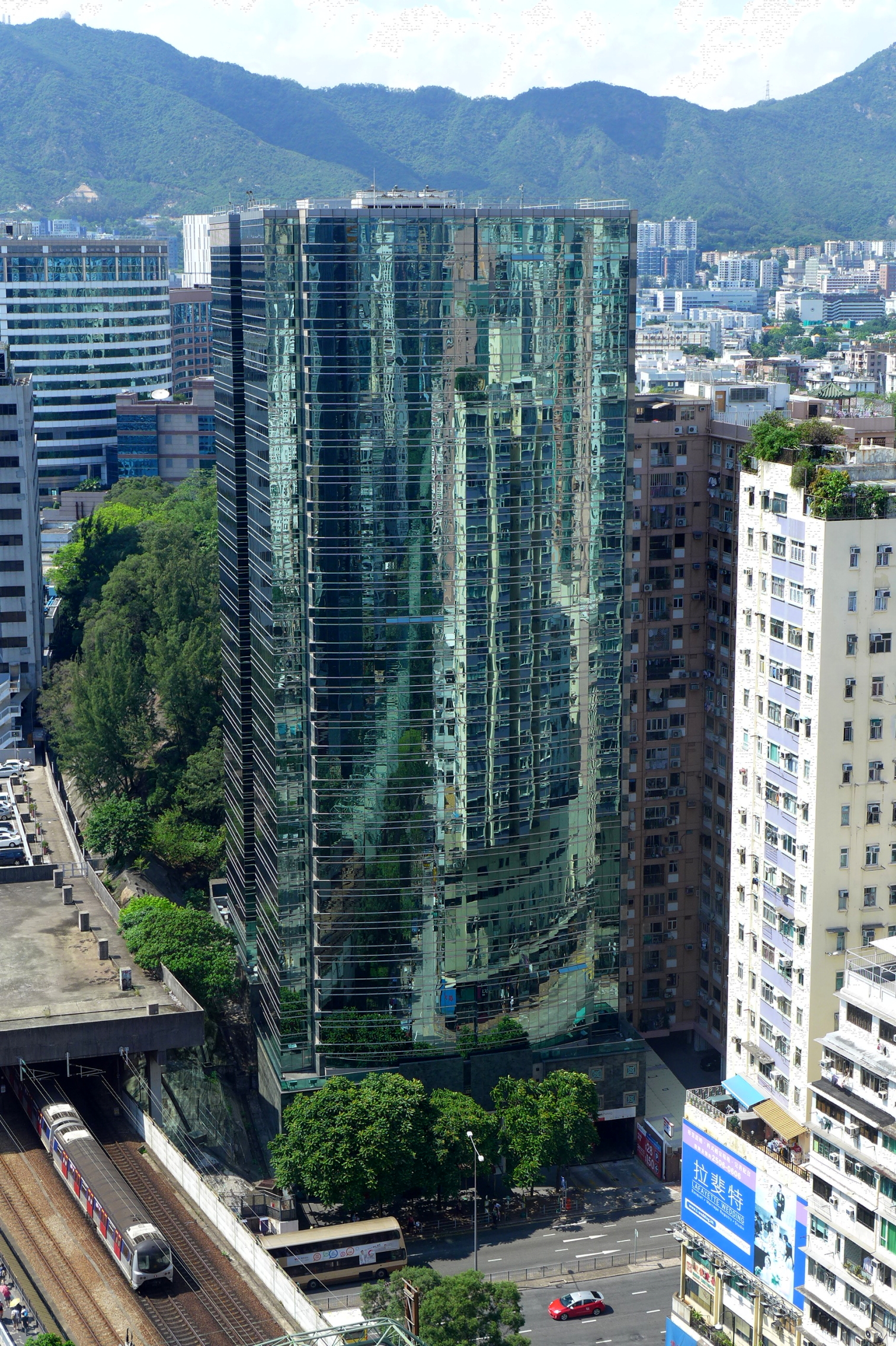
恒生113

恒生113（英語：Hang Seng 113）是香港一座商業大廈，位于九龍城區亞皆老街113號，樓高30層，於1996年落成。
恒生113原名是亞皆老街113號，前身是已停辦的大同中學。2013年3月，恒生銀行以29億港元向南豐集團收購亞皆老街113號。其後，亞皆老街113號易名為恒生113，成為恒生銀行的後勤辦公室。